# Vadkemping

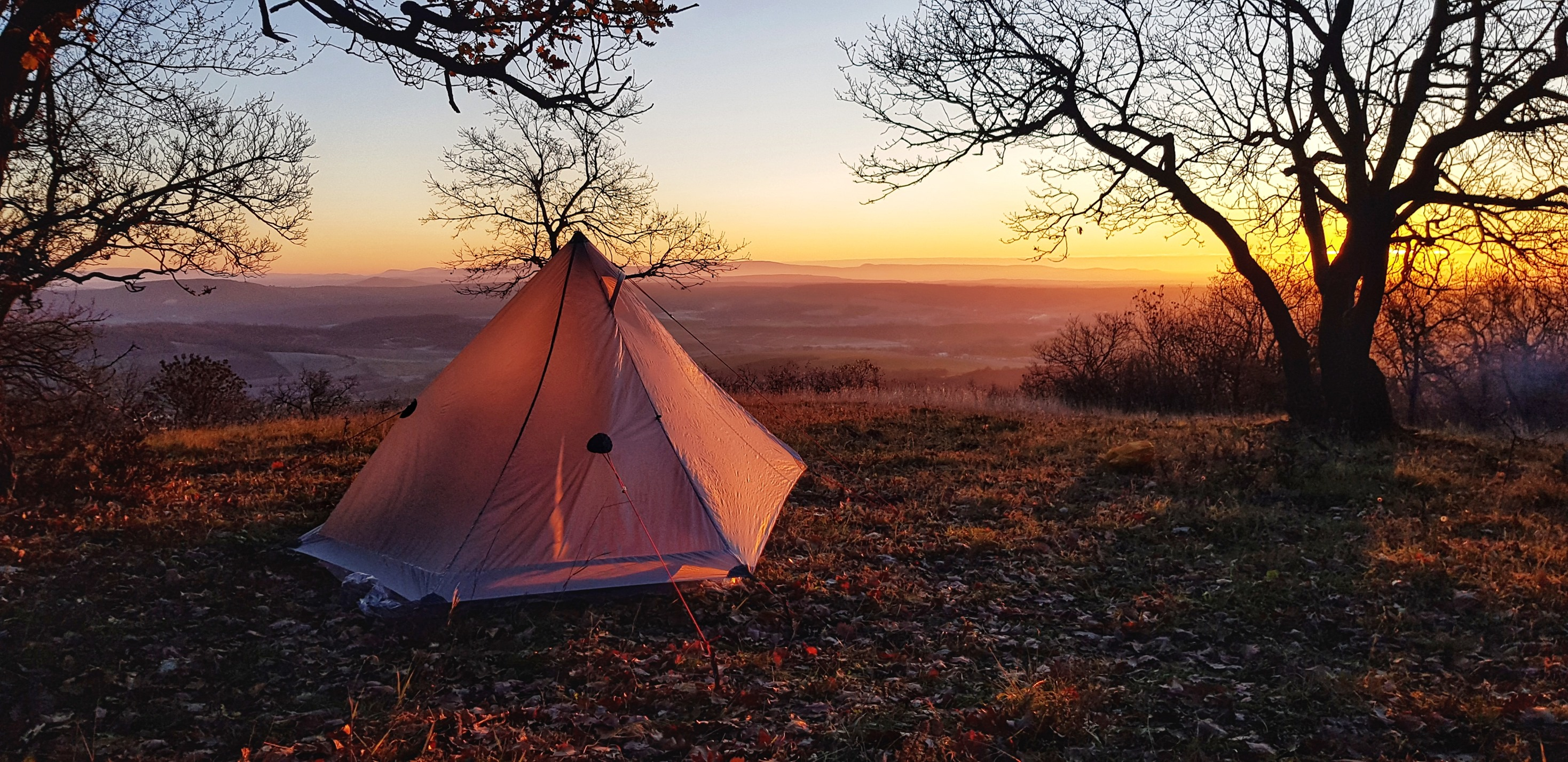
Sátor a természetben, alkonyatkor

A vadkemping a természetjárás, de inkább a természetben való kikapcsolódás egy speciális ágazata, ahol nem hivatalos kempingben történik az éjszakázás. Néha ide sorolják a lakóautós kempingezést is.
Előnyei többek között a természetközelibb, nyugodtabb helyszín és ingyenesség, hátránya a komfort szűkössége.
Magyarországon megkötésekkel legális, a környező országokban nem mindenütt.

## Története
A vadkemping hagyománya időtlen. Ez a kezdeti időkben az emberi lét velejárója volt, a középkor környékén néha szükségszerű. Divatja a modern korban van, amikor az ember már jellemzően rendezett épületekben él. Természetesen kivételek a mai világban is akadnak: egyes munkakörök és élethelyzetek szintén velejárója a szabad ég alatti alvás, mint ahogy egy háború eleme is.
Egy még speciálisabb része a vadkempinges létnek a bushcraft, ahol a felszerelések, eszközök elkészítése és a szükséges élelem egy részének megszerzése is a természetből, természetben történik. (Bár nem minden bushcraft velejárója a kinti éjszakázás, illetve az jellemzően közösségi élmény.)
Vadkemping alatt a továbbiakban a szándékos, élményszerű kinti alvást értjük, illetve a természetjárás közbeni kényszerbivakolást is; lakott területtől távol. (Legyen az a szabad ég alatt, sátorban, függőágyban vagy bivakzsákban.)

## Felszerelés

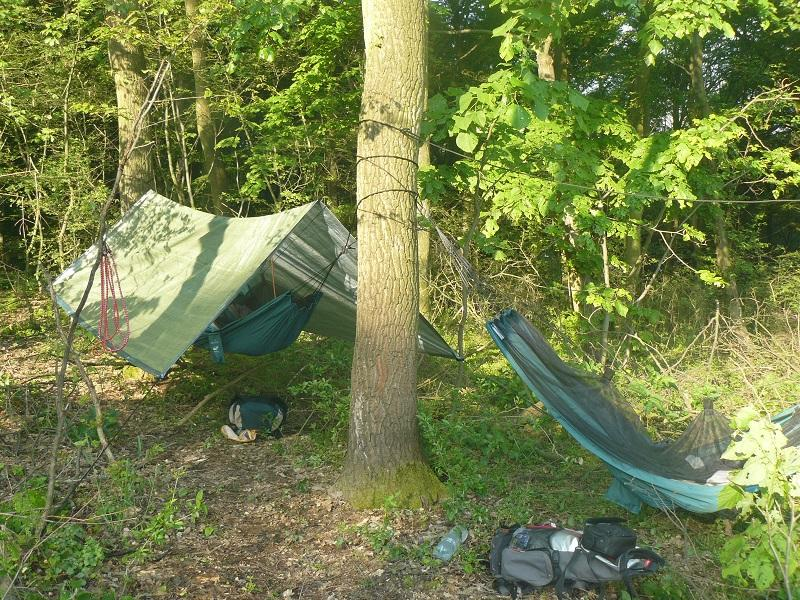
Függőágyas vadkemping a Szekszárdi-dombságban, 2014

A vadkempinget lehet önállón is folytatni, de jellemzően egy túra közben éljük át az élményt. Így a felszerelés az adott cselekvésre jellemző eszközökön túl, bár bármelyik elhagyható:
- hálózsák vagy bivakzsák (esetleg hálózsákbetét)
- polifoam
- sátor vagy függőágy
- (eső)ponyva
- folyadék éjjelre
- (kéz/láb/hát)melegítő
- higiénia
- egyéni gyógyszerek (allergiagyógyszerek)

## Veszélyessége
Magyarországot tárgyalva a vadkemping veszélytelen. Két fő tényezőt kell figyelembe vennünk mégis.
Állati eredetű támadások: ilyen nem létezik, az egyetlen állatfaj, mely a vadkempingezőre veszélyt jelenthet, az maga az ember. Egyetlen más állat sem zavarja az embert éjszaka; legfeljebb a hangjával, neszezésével megörvendezteti.
Két kivétel fordulhat elő (bár mindkettő a természetjárás velejárója, nem a vadkempingé):
- Az anaphylaxiás sokk lehetősége a súlyosan allergiások esetén. Ezt jellemzően rovarcsípés idézi elő (fullánkosok – méhek, darazsak) – ennek fennállása esetén mindig maguknál kell tartani a vészhelyzeti adrenalin injekciójukat.
- A kullancscsípés, illetve a fertőzésük (főképp Lyme-kór és vírusos agyvelő-, agyhártyagyulladás). Ezek részint védőoltással elkerülhetőek, de 24 órán belüli eltávolítással (a fej bennszakadása esetén is) ez a rizikó is csökkenthető.

Kihűlés veszélye: tavasszal és ősszel van valós esélye (ekkor meglepheti az embert a túlzott hideg). Erre megoldás a megfelelő hőtartás (hálózsák, ruházat), illetve a megázás elkerülése (esőruha, sátor, ponyva).
Nem téli időszakban hőkomfort szempontjából az ideális helyszín hegyesebb-dombosabb vidéken: sem nem a hűsebb völgyaljak, sem nem a kitettebb csúcsok, gerincek.
Kényszerbivak esetén (nem tervezetten a természetben töltött idő, jellemzően megfelelő felszerelés nélkül) a veszélyek természetesen gyarapodhatnak (veszélyes sziklaterep, sötétben haladás, megázás miatti kihűlés, stb.).
Nem valós veszélyek: ezektől az állattámadásoktól aggódnak a legtöbben laikusként, de a kockázat ezekre közel nulla. Barnamedve, szürke farkas, rákosi vipera, keresztes vipera – de ezeknél nagyobb, szintén elhanyagolható számban támad emberre a szarvasmarha vagy juh is.

## Szabályozás, tiltások
Általában elmondható, hogy ahol erdőben sétálhatunk és letérhetünk az útvonalról, ott vadkempingezhetünk is, tehát az el nem zárt magánerdőkben is.
- Az első megkötés az időtartam: 24 óráig szabad egy helyt lenni, aztán arrébb kell állni
  - Ezen időtartamban az erdőgazdálkodó engedélye sem kell, tűrni köteles
- Ahol és amikor kifejezetten tilos:
  - A fokozottan védett területeken az ösvényről sem haladhatunk le, itt értelemszerűen nem is kempingezhetünk
  - A vízművek területén, ezek általában el is vannak kerítve
  - Települések belterületén
  - Barlangokban is szigorúan tilos
    - Kizárólag kettő, szállásnak kiépített barlang a kivétel itthon (az egyik a Cserepes-kői-sziklaodú)
    - (denevérek, egyéb állatok védelme, a barlang történelmének védelme, stb.)

  - Vadászat idején, még ha a jelzett turistautak járhatóak is akkor
  - Fakitermelés helyszínén

A tűzgyújtásra is ugyanazok a szabályok vonatkoznak, mint a túrázás, vagy bármely természetjárás közepette. (Tűzgyújtási tilalom alatt nem szabad tüzet rakni; soha nem szabad őrizetlenül hagyni a lángokat, de a parazsat sem; legyen kéznél oltásra alkalmas víz; szeles időben tilos; a végén kötelező teljesen eloltani.)
A gyűjtögetésre is ugyanazon szabályok vonatkoznak, mint bármely erdőlátogatásra. Meghatározott tömegű tüzelőt, gyógynövényt, gyümölcsöt, gombát és vizet szerezhetünk – de a mennyiséget gyakorlatilag nem tudjuk átlépni, ha csak a vadkemping idejére tervezve gyűjtünk.
Tilos a szemetelés és a természet rongálása, élővilágának a minimálisan szükségesnél jobban történő zavarása.
A fenti listában csak a legfontosabb tiltások lettek felsorolva, hisz árnyalhatja még a képet jó néhány tényező, többek között: például erdősítés idejének éveiben nem járható az erdő, az őserdőink magterülete sem, illetve vadásztársaságok is módosíthatnak még a helyi rendeleteken túl.

## Környező országok szabályozása
Általánosan elmondható, hogy nyugatabbra tiltott, maximum megtűrt az éjszakázás, a Balkánon viszont legális.
- Ausztria: tilos, de egy éjszakára megtűrt
- Horvátország: tilos
- Koszovó: legális
- Moldova: legális
- Olaszország: tiltott, de kevéssé ellenőrzik.
- Lengyelország: Az általános szabály az, hogy csak a kijelölt helyeken szabad bivakolni. Az erdőtörvény szerint (https://lexlege.pl/ustawa-o-lasach/rozdzial-5-zasady-udostepniania-lasow/1580/) "Art. 30. Czynności zabronione w lesie  1. W lasach zabrania się: [...]  10) biwakowania poza miejscami wyznaczonymi przez właściciela lasu lub nadleśniczego;" Vagyis "az erdőkben tilos bivakolni az erdő tulajdonosa vagy az erdészet által kijelölt helyeken kívül." Szerencsére számos kijelölt bivakoló- és sátrazóhely van az országban, melyekről az erdészetek térképes adatbázist is fenntartanak: https://czaswlas.pl/mapa?search=1&s_nazwa=&m_zoom=7&m_lat=52.918899999999994&m_lng=19.13340000000001
- Csehország: A jogszabályok megkülönböztetik a táborozást és a természetben éjszakázást. Az előbbi az általános szabályok szerint csak a kijelölt helyeken van megengedve. Az erdőtörvény szerint (https://www.zakonyprolidi.cz/cs/1995-289#cast1) "az erdőkben tilos dohányozni, nyílt tüzet rakni vagy fenntartani, és a kijelölt helyeken kívül táborozni." (§ 20 Zákaz některých činností v lesích (1) V lesích je zakázáno [...] k) kouřit, rozdělávat nebo udržovat otevřené ohně a tábořit mimo vyhrazená místa.") A természetvédelmi törvény (https://www.zakonyprolidi.cz/cs/1992-114#cast2) szerint "a nemzeti parkoknak a település lakott területén kívüli részén tilos a természetvédelmi szerv által kijelölt helyen kívül táborozni." ("§ 16 Základní ochranné podmínky národních parků (2) Na území národních parků mimo zastavěná území obcí a zastavitelné plochy obcí je zakázáno [...] o) tábořit mimo místa vyhrazená orgánem ochrany přírody.") Ugyanezt mondja ki e törvény a tájvédelmi körzetekről: ezek "egész területén tilos a táborozás és a tűzrakás, kivéve a természetvédelmi szerv egyetértésével kijelölt helyeket." (§ 26 Základní ochranné podmínky chráněných krajinných oblastí (1) Na celém území chráněných krajinných oblastí je zakázáno [...] b) tábořit a rozdělávat ohně mimo místa vyhrazená se souhlasem orgánu ochrany přírody.") A nemzeti természeti rezervátumokban, azaz kisebb területű, jelentős természeti értékek védelmére kijelölt védett területeken "tilos a természetvédelmi szerv által kijelölt helyen kívül táborozni és tüzet rakni." ("§ 29 Na celém území národních přírodních rezervací je zakázáno [...] j) tábořit a rozdělávat ohně mimo místa vyhrazená orgánem ochrany přírody.") A nemzeti parkok védőövezetében engedély kell a táborozáshoz, kivéve a lakott területeket. ("§ 37 Ochranná pásma zvláště chráněných území (3) V ochranném pásmu národního parku se souhlas orgánu ochrany přírody dále vyžaduje k a) táboření mimo místa vyhrazená orgánem ochrany přírody opatřením obecné povahy a mimo zastavěná území obcí.") Viszont ugyanezen természetvédelmi törvény megkülönbözteti a táborozást a természetben való éjszakázástól, ugyanis a Cseh-Svájc Nemzeti Parkra vonatkozó külön szabály vonatkozik, mely szerint szerint ott tilos a természetben éjszakázni, kivéve a természetvédelmi szerv által fenntartott helyeket: "§ 16a Bližší ochranné podmínky Národního parku České Švýcarsko (1) Na celém území Národního parku České Švýcarsko je zakázáno [...] c) nocovat v přírodě mimo místa vyhrazená orgánem ochrany přírody opatřením obecné povahy." E nemzeti park saját honlapja (https://www.npcs.cz/navstevnik#Taboreni) szintén megteszi e különbségtételt, és definíciót is ad: "a bivakolás egyszeri megalvást jelent tűzrakás nélkül, melynek során a természetben nem maradnak látható nyomok" ("Na území CHKO Labské pískovce se s výjimkou národních přírodních rezervací možné takzvané bivakování, tedy jednoduché přespání, po kterém nezůstanou v přírodě patrné stopy. Oheň je samozřejmě tabu.") Ebből a definícióból, bár jogszabálynak nem minősül, lehet érvelni amellett, hogy a természetvédelmi törvénynek a táborozásra vonatkozó tilalmai nem vonatkoznak a bivakolásra.

- Románia: elvileg tilos, gyakorlatilag legális
- Szerbia: nincs szabályozása
- Szlovákia: Az általános szabály az, hogy erdőterületen csak a kijelölt helyen szabad táborozni. Az erdőtörvény szerint (https://www.slov-lex.sk/pravne-predpisy/SK/ZZ/2005/326/#predpis.diel-piaty): "§ 31 Zákaz niektorých činností (1) Na lesných pozemkoch je zakázané [...]  c) stavať posedy, príbytky alebo táboriť mimo vyznačených miest." Vagyis "az erdőterületeken tilos "vadlest felállítani, hajlékot építeni vagy a kijelölt helyeken kívül táborozni." A szlovák jog megkülönbözteti a táborozást a bivakolástól, amely a természetvédelmi törvény (https://www.epi.sk/zz/2002-543#cast2) szerint alapesetben a 3. vagy magasabb fokozatban védett területeken (vagyis főszabály szerint a nemzeti parkokban) már tilos. Az ilyen helyeken "tilos táborozni, sátrazni, bivakolni, lovagolni, zárt építményeken kívül tüzet rakni, síelni, hegyet vagy sziklát mászni, hegyi sítúrát tenni és más sporttevékenységet folytatni a település lakott területén kívül." ("§ 14 Tretí stupeň ochrany (1) Na území, na ktorom platí tretí stupeň ochrany, je zakázané [...] d) táboriť, stanovať, bivakovať, jazdiť na koni, zakladať oheň mimo uzavretých stavieb, lyžovať, vykonávať horolezecký alebo skalolezecký výstup, skialpinizmus alebo iné športové aktivity za hranicami zastavaného územia obce.") Eseti kivételek léteznek, pl. a Murányi-fennsík Nemzeti Park saját szabályzata (https://www.npmp.sk/navstevnici/taboriska-a-bivak/taboriska-a-bivak-2/) a 4. és 5. fokozatban védett területek kivételével megengedi a bivakolást (vagyis a sátorban vagy anélkül való egyéjszakás alvást, tűzrakás nélkül) a jelzett ösvényektől legfeljebb száz méterre. A védettségi fokozatokra vonatkozó szabályokat a természetvédelmi törvény a 11-16. paragrafusokban részletezi, magukat a fokozatokat pedig a 18.-tól kezdődően felelteti meg a tájvédelmi körzetek, nemzeti parkok stb. kategóriáinak.
- Szlovénia: tilos, de a védett területeken kívül megtűrt kategória
- Ukrajna: legális

## Képek

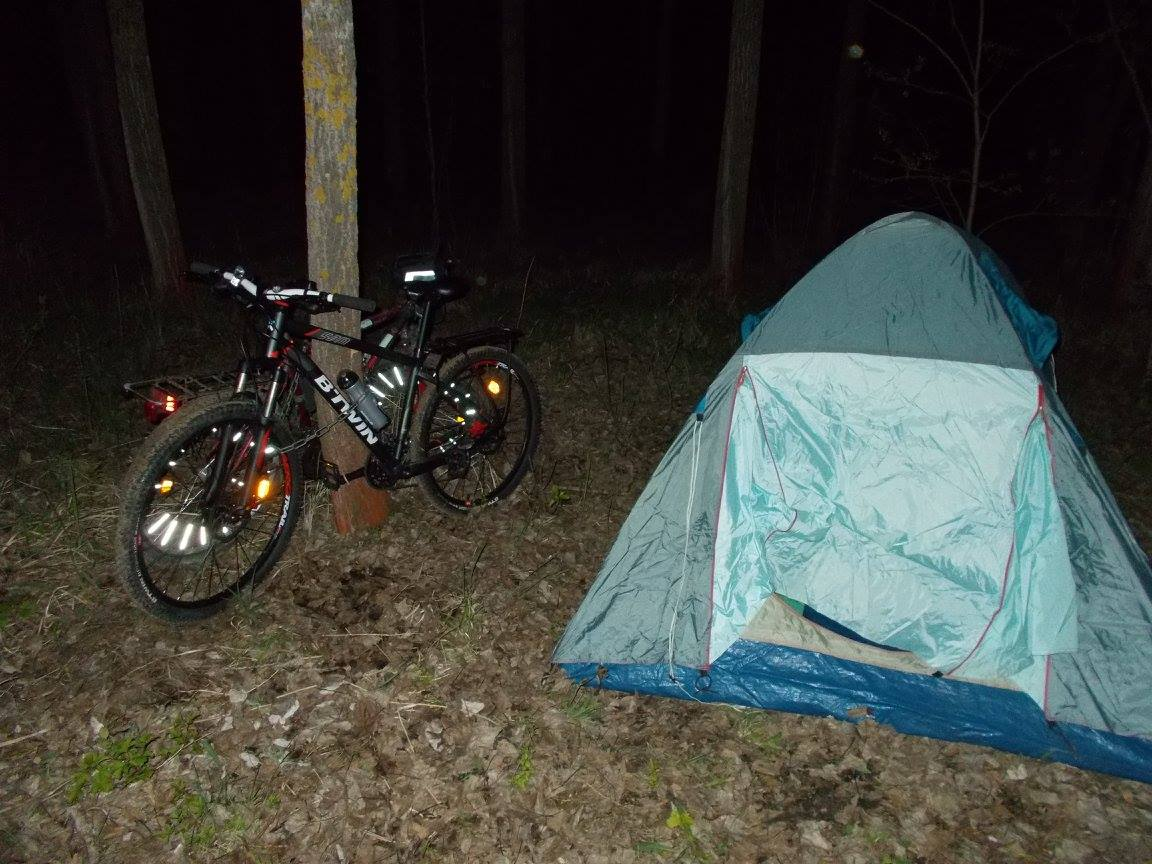
Biciklivel és sátorral
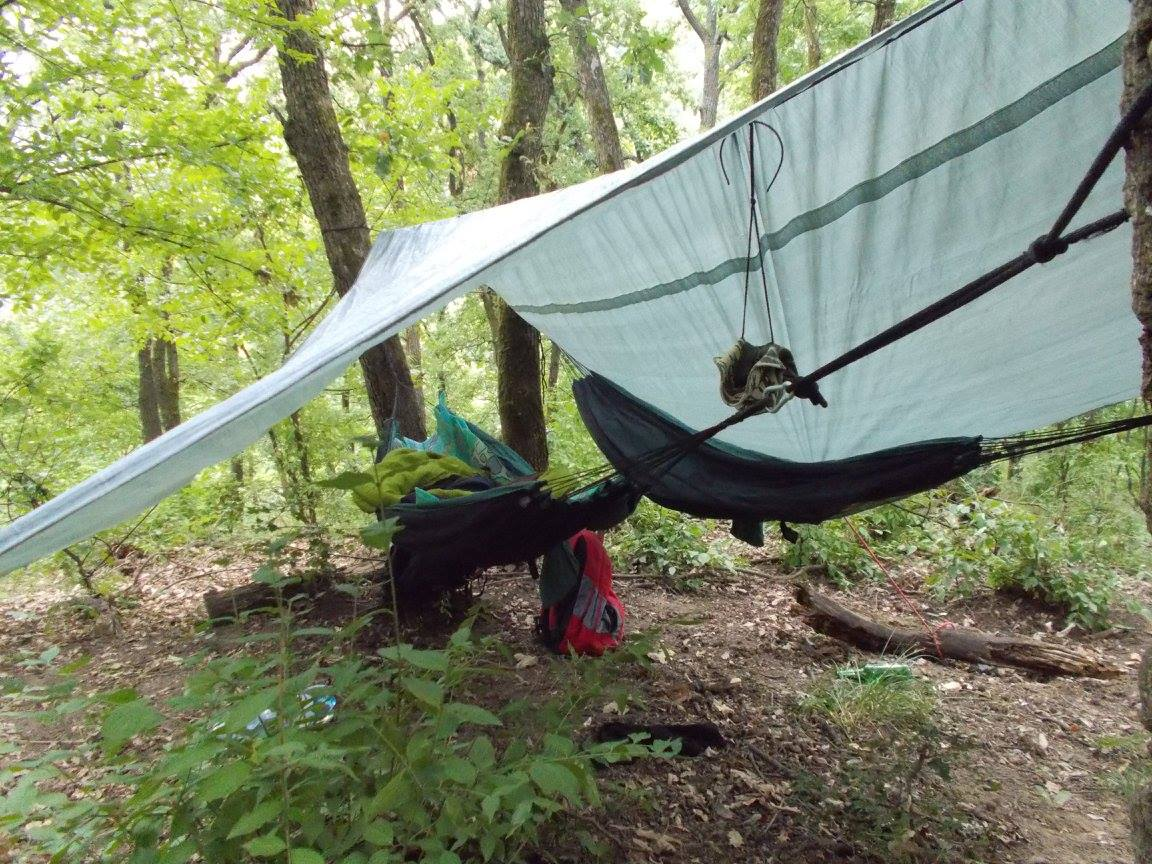
Kell a ponyva is
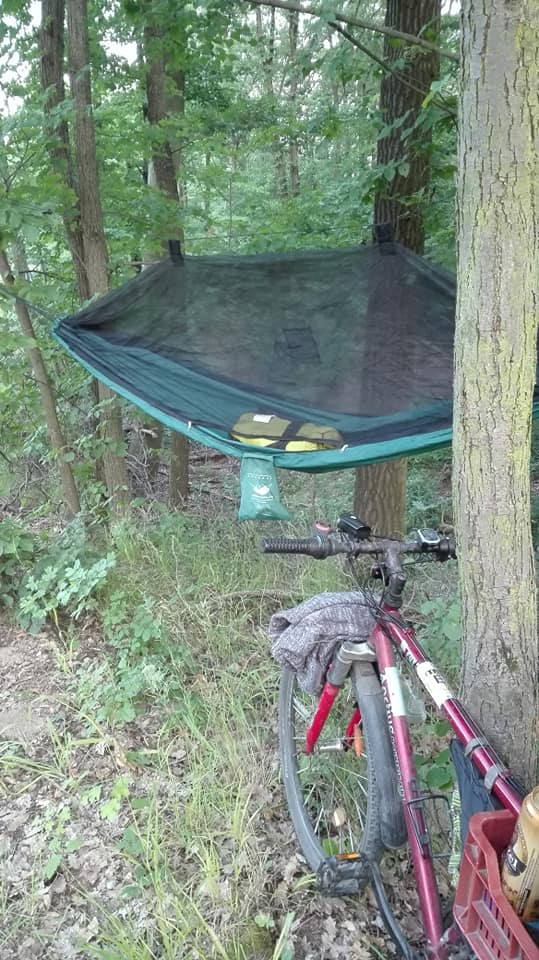
Bringatúrán
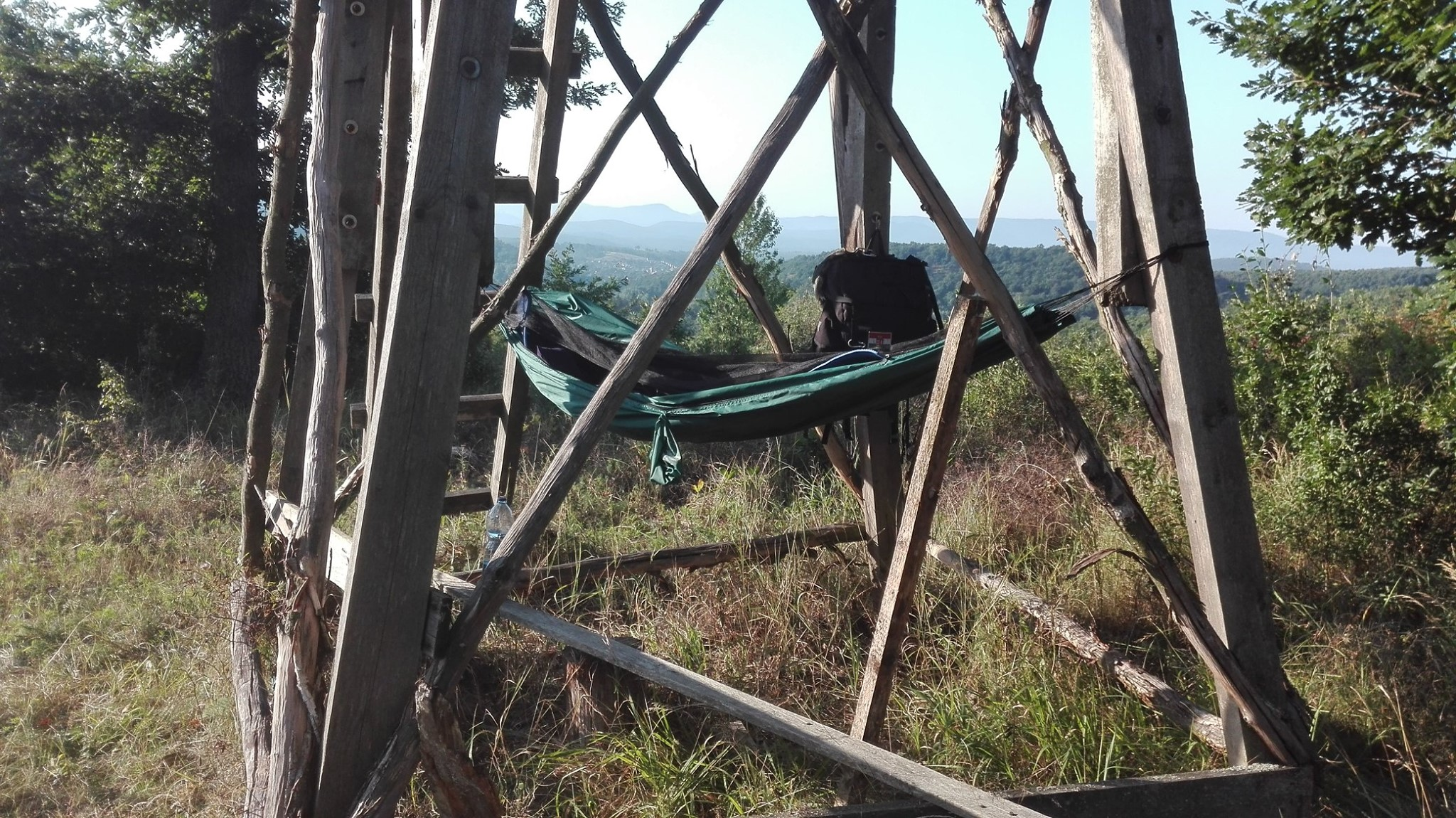
Vadles alatt
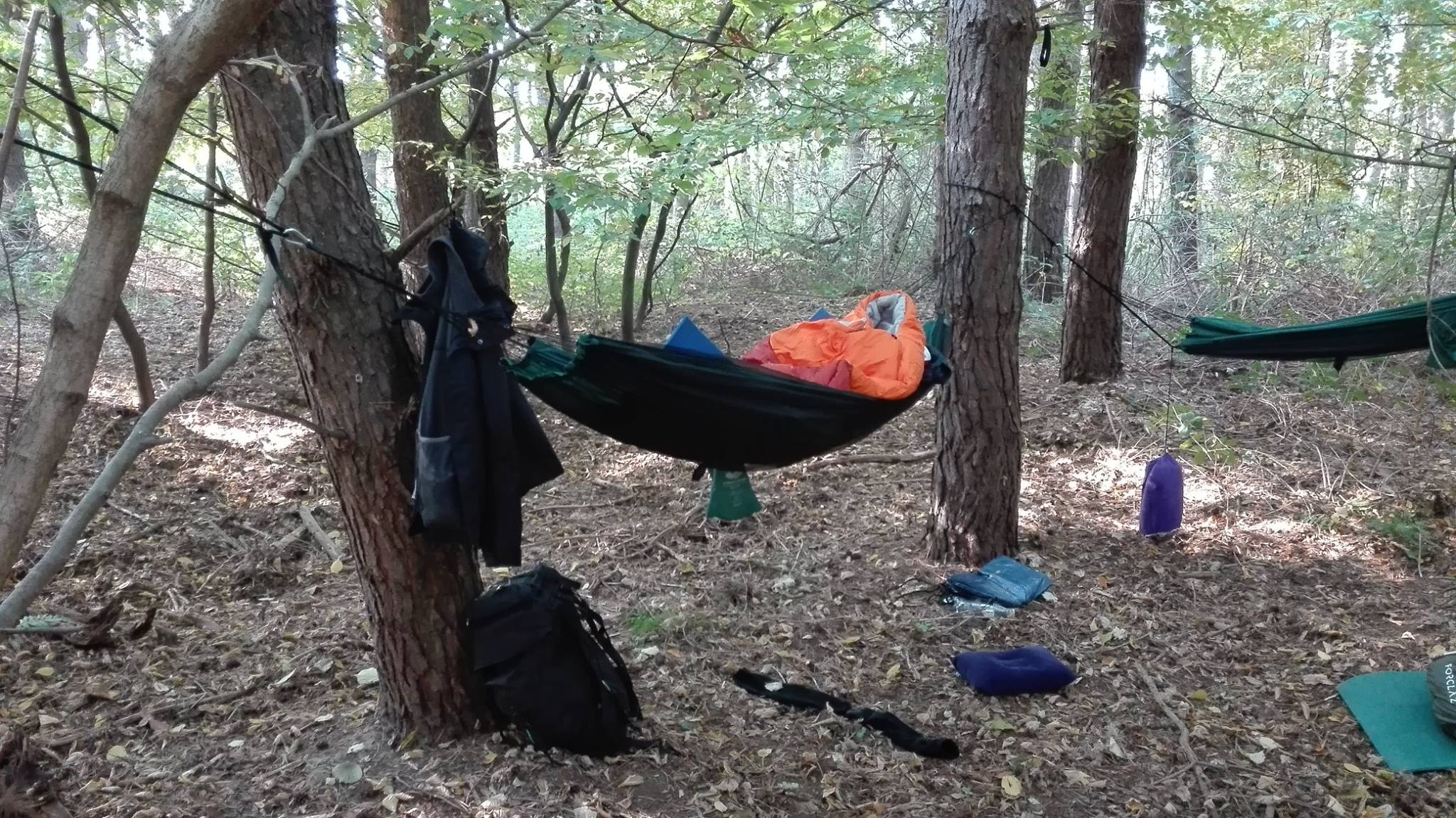
Függőágy, felszerelés
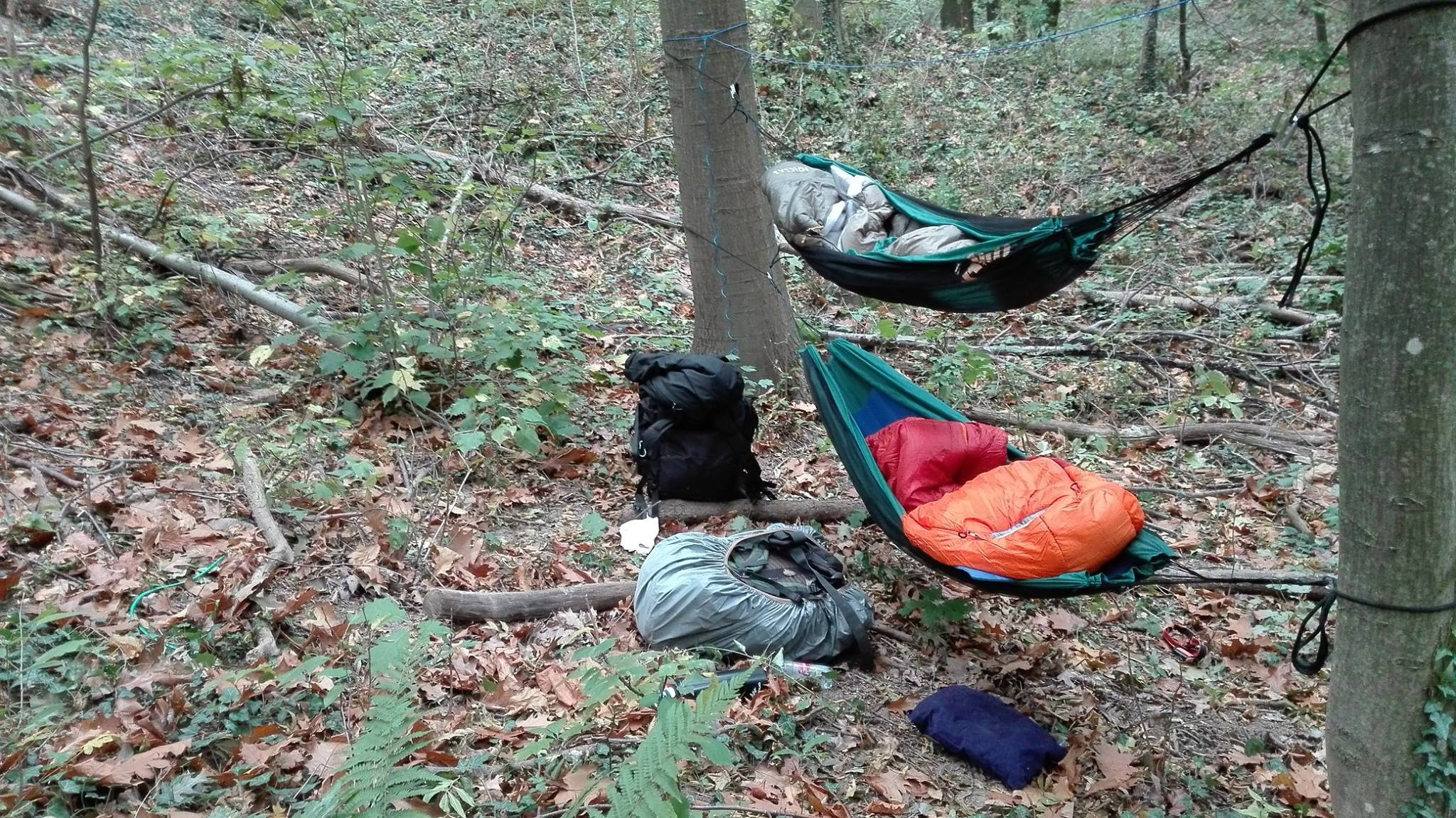
Függőágyak